# Potok pri Muljavi
Potok pri Muljavi este o localitate din comuna Ivančna Gorica, Slovenia, cu o populație de 55 de locuitori.